# نناد استویکوویچ
نناد استویکوویچ (سیریلیک صربی: Nenad Stojković؛ زادهٔ ۲۶ مهٔ ۱۹۵۶) یک بازیکن فوتبال اهل یوگسلاوی است که در پست مدافع بازی می‌کرد.

## باشگاهی
از باشگاه‌هایی که در آن بازی کرده‌است می‌توان به مون‌پلیه، موناکو، باشگاه فوتبال نانسی، و باشگاه فوتبال پارتیزان اشاره کرد.

## تیم ملی
وی همچنین در تیم ملی فوتبال یوگسلاوی بازی کرده است.